# Physiologie
Die Physiologie (von altgriechisch φύσις phýsis „Natur“, und λόγος lógos „Lehre“, „Vernunft“, bzw. φυσιολογία physiología „Naturkunde“) ist die Lehre von den normalen, insbesondere biophysikalischen, Lebensvorgängen in den Zellen, Geweben und Organen aller Lebewesen; sie bezieht das Zusammenwirken aller physikalischen, chemischen und biochemischen Vorgänge im gesamten Organismus in ihre Betrachtung ein. Hierdurch grenzt sie sich von der Biochemie und der Anatomie sowie von der Pathologie und der Pathophysiologie ab. Ziel der Physiologie ist es, Vorhersagen über das Verhalten eines betrachteten Systems (zum Beispiel Stoffwechsel, Bewegung, Keimung, Wachstum, Fortpflanzung) zu formulieren.
Physiologisch geforscht und ausgebildet wird in der Biologie, der Ernährungswissenschaft, der Medizin, der Pharmazie, der Psychologie und in der Sportwissenschaft.
Das Eigenschaftswort physiologisch wird auch im Sinne von normal, beim gesunden Menschen auftretend, nicht krankhaft, verwendet. Dementsprechend bezeichnet unphysiologisch oder pathologisch eine Abweichung von den normalen, beim gesunden Lebewesen auftretenden oder wünschenswerten Lebensvorgängen.

## Geschichte
Die Seelenformen Platons (5./4. Jahrhundert v. Chr.) wurden in der Physiologie die Träger der vitalen Kräfte. Die naturwissenschaftlichen Errungenschaften des Aristoteles (4. Jahrhundert v. Chr.) waren grundlegend für zahlreiche physiologische Anschauungen. Die Anfänge der heutigen Physiologie sind verbunden mit dem Beginn der wissenschaftlichen Medizin in der griechischen Antike. Zu den wichtigsten Werken gehört dabei die aus 17 Büchern bestehende, eine teleologische Betrachtungsweise bezeugende und zwischen 162 und 180 entstandene Schrift De usu partium („Über den Nutzen der Körperteile“) von Galenos.
Die Bezeichnung Physiologie wurde um 1525 von Jean François Fernel geprägt. Bis ins 19. Jahrhundert beschäftigte sich die Physiologie jedoch sowohl mit der Funktionsweise der belebten als auch dem Werden und Vergehen in der unbelebten Natur und umfasste somit auch noch die Gebiete der Physik und der Mineralogie.
Als Begründer der Experimentalphysiologie und damit der modernen Physiologie ab etwa der Mitte des 18. Jahrhunderts gilt der Boerhaave-Schüler und Universalgelehrte Albrecht von Haller, dessen Hauptwirkung von Göttingen ausging. Weitere bedeutende Physiologen dieser Zeit waren der Italiener Lazzaro Spallanzani und Caspar Friedrich Wolff. Erste selbstständige Lehrstühle für Physiologie im deutschsprachigen Raum entstanden zwischen 1853 und 1859 in Tübingen, Berlin, Heidelberg, Bonn und Jena. Die deutsche Physiologie erlebte im 19. Jahrhundert unter Johannes Müller, dem Begründer des Gesetzes von der spezifischen Energie der Sinnesorgane, und seinen Schülern eine Blütezeit, die französische unter Claude Bernard. Zur Eingliederung der Physiologie in die exakten Naturwissenschaften trug vor allem der Anatom und Physiologe Carl Ludwig (1816–1895) bei, der ein experimentell aufgebautes, vorbildliches Lehrbuch der Physiologie (1852–1856) verfasste und schrieb, dass „die Physiologie aus der Anatomie hervorgewachsen und bei dem Physiker und Chemiker in die Lehre gegangen ist“. Weitere Vertreter einer solchen physikalisch-mathematisch fundierten, experimentellen, eine romantisch geprägte Physiologie ablösende, Physiologie waren Adolf Fick, Emil du Bois-Reymond und Jakob Moleschott, in England und Frankreich auch Charles Bell, Marshall Hall, François Magendie und Marie-Jean-Pierre Flourens.

## Hauptgebiete der Physiologie
Die Themengebiete der Physiologie sind vielfältig. Insbesondere arbeitet sie mit der Biochemie zusammen, welche früher auch ‚Physiologische Chemie‘ genannt wurde. Der Blick der Physiologie ist auf die Dynamik biologischer Vorgänge und deren kausale Zusammenhänge gerichtet; sie analysiert also eher Veränderungen wie etwa Informationsverarbeitung denn statische Zustände. Die wichtigsten Werkzeuge – Versuchsanordnungen und Messverfahren – kommen im Fachgebiet Physiologie aus der Physik und der Chemie.
Abgeleitet von der traditionellen Gliederung der Biologie bzw. als Teilgebiet der Medizin gibt es die drei Schwerpunkte
- Pflanzenphysiologie im Fachgebiet Botanik und
- Tierphysiologie im Fachgebiet Zoologie und Tiermedizin, sowie
- Physiologie des Menschen als Teilgebiet der Medizin

Neben Pflanzen, Tieren und Menschen befasst sich die Physiologie auch mit allen anderen Lebewesen.
Ohne die Physiologie wäre eine gezielte Pharmakologie nicht möglich; denn sie kann Wirkungen, Eigenschaften und Nachteile von Medikamenten teilweise beschreiben und auch voraussagen.
Physiologen analysieren die grundlegenden Lebensprozesse auf unterschiedlichen Ebenen der Komplexität; Beispiele hierfür sind:
- Enzymreaktionen in einzelnen Zellen
- die Photosynthese als hervorstechendes Merkmal oberirdischer Pflanzenorgane
- hormonelle Regelkreise, die das Lebewesen in seiner Gesamtheit betreffen.

Auch krankhafte Zustände werden untersucht, wofür sich mit der Pathophysiologie ein eigenes Teilgebiet etabliert hat. Die Grenzen der Physiologie zu Anatomie, Biochemie, Molekularbiologie, Psychologie und Neurobiologie sind fließend.
An deutschen Universitäten ist die Physiologie des Menschen meist an den medizinischen Fakultäten beheimatet und zählt mit Biochemie, Anatomie und Psychologie sowie den drei Naturwissenschaften Biologie, Chemie und Physik zu den vorklinischen Fächern, die im Rahmen des Physikums auch eine staatliche Zwischenprüfung darstellen.

## Ausbildung zum Facharzt für Physiologie in Deutschland
Um in Deutschland nach einem abgeschlossenen Medizinstudium als „Facharzt für Physiologie“ tätig zu werden, bedarf es einer vierjährigen Weiterbildungszeit. Auf diese kann ein Jahr in einem anderen medizinischen Fachgebiet angerechnet werden.
Die Deutsche Physiologische Gesellschaft (DPG) verleiht an entsprechend qualifizierte Wissenschaftler auf Antrag die Bezeichnung „Fachphysiologe der DPG“, wenn sie die Weiterbildungsbedingungen der DPG erfüllen.

### Allgemein
- Biological Chemistry, ehem. Hoppe-Seyler's Zeitschrift für physiologische Chemie

### Humanmedizin
- Gilles Bouvenot, Christian Delboy: Geschichte der großen physiologischen Konzepte. In: Illustrierte Geschichte der Medizin. Deutsche Bearbeitung von Richard Toellner u. a., Sonderauflage in sechs Bänden, Salzburg 1986, Band V, S. 2788–2817.
- Hans-Jürgen Bretschneider, Hans H. Loeschcke: Physiologie und Patho-Physiologie – Grundlagen-Forschung und Therapie-Forschung. Vandenhoeck & Ruprecht, Göttingen (= Göttinger Universitätsreden. Heft 64).
- June Goodfield-Toulmin: Some Aspects of English Physiology. 1780–1840. In: Journal of the History of Biology. Band 2, 1969, S. 283–320.
- Holger Münzel: Max von Frey. Leben und Wirken unter besonderer Berücksichtigung seiner sinnesphysiologischen Forschung. Würzburg 1992 (= Würzburger medizinhistorische Forschungen. Band 53), ISBN 3-88479-803-0, insbesondere S. 175–207 (Kurzbiographien).
- Hans-Christian Pape, Armin Kurtz, Stefan Silbernagl (Hrsg.): Physiologie. 7. Auflage. Thieme, Stuttgart 2014, ISBN 978-3-13-796007-2.
- Karl Eduard Rothschuh: Geschichte der Physiologie. Göttingen / Berlin / Heidelberg 1953.
- Philipp Sarasin, Jakob Tanner (Hrsg.): Physiologie und industrielle Gesellschaft. Studien zur Verwissenschaftlichung des Körpers im 19. und 20. Jahrhundert. Frankfurt am Main 1998.
- Robert F. Schmidt, Florian Lang, Manfred Heckmann (Hrsg.): Physiologie des Menschen. 31. Auflage. Springer, Heidelberg 2010, ISBN 978-3-642-01650-9.
- Stefan Silbernagl, Agamemnon Despopoulos: Taschenatlas der Physiologie. Thieme, Stuttgart 1979, ISBN 3-13-567701-X.
  - englische Neuausgabe: Color Atlas of Physiology. 5., vollständige überarbeitete und erweiterte Auflage, ebenda 2003.
- Erwin-Josef Speckmann, Jürgen Hescheler, Rüdiger Köhling (Hrsg.): Physiologie. 6. Auflage, Urban & Fischer / Elsevier, München 2013, ISBN 978-3-437-41319-3.
- Richard Toellner: Die Bedeutung des physico-theologischen Gottesbeweises für die nachcartesianische Physiologie im 18. Jahrhundert. In: Berichte zur Wissenschaftsgeschichte, Band 5, 1982, S. 75–82.

### Pflanzenphysiologie
- Peter Schopfer, Axel Brennicke: Pflanzenphysiologie. Begründet von Hans Mohr. 7. Auflage. Springer Spektrum, Nachdruck 2016, ISBN 978-3-662-49879-8.

### Tierphysiologie
- Jan-Peter Hildebrandt et al. (Hrsg.): Penzlin – Lehrbuch der Tierphysiologie. Begründet von Heinz Penzlin. 8. Auflage. Springer Spektrum, 2014, ISBN 978-3-642-55368-4.